# Carsten Sträßer
Carsten Sträßer (* 5. Juli 1980 in Ost-Berlin) ist ein ehemaliger deutscher Fußballspieler.

## Karriere
Sträßer begann seine Laufbahn als Fußballspieler in der Jugend des 1. FC Union Berlin. Nachdem sein Vater, der damalige DDR-Nationalspieler Ralf Sträßer, zum FC Carl Zeiss Jena wechselte, kickte er ab 1986 in der Nachwuchsabteilung des Thüringer Vereins. Bereits in seiner Teenagerzeit gelang ihm in Jena der Sprung in die 1. Mannschaft. Nach zwei Jahren in der Amateurmannschaft von Hertha BSC, die 1999 nach seinem Wechsel aus Thüringen in die Hauptstadt begannen, wurde Sträßer beim FC Rot-Weiß Erfurt Stammspieler. 2003 wechselte der Defensivakteur zum damaligen Zweitliga-Aufsteiger SSV Jahn Regensburg. Ein Jahr später holte Andreas Brehme den Spieler zur SpVgg Unterhaching, mit der er am Ende der Saison 2006/07 in die Regionalliga abstieg. Sträßer ging daraufhin zum Zweitligisten FC Erzgebirge Aue und stieg ebenfalls ab. Zur Saison 2008/09 wechselte er zurück zum FC Carl Zeiss Jena. In der Saison 2010/11 schloss er sich dem Nord-Regionalligisten Chemnitzer FC an, mit dem er Meister wurde und in die 3. Liga aufstieg. Zur Saison 2013/14 wechselte er in die Regionalliga Südwest zu Wormatia Worms, blieb dort allerdings nur bis Januar 2014. Zur Rückrunde schloss er sich dem ZFC Meuselwitz in der Regionalliga Nordost an. Dort war Sträßer bis zum Sommer 2016 zwei Jahre aktiv, ehe er sich dem FC Einheit Rudolstadt in der NOFV-Oberliga Süd anschloss. Im Mai 2017 beendete er seine aktive Spielerkarriere.

### International
Sträßer durchlief alle Junioren-Nationalmannschaften des DFB von der U-15 bis zur U-20. In der deutschen U-21-Auswahl wurde der gebürtige Ostberliner nicht mehr eingesetzt.

### Als Trainer
Am 27. Januar 2018 wurde er Co-Trainer der U-17 des FC Carl Zeiss Jena, bevor er im Sommer 2018 den vakanten Co-Trainer Posten, der U-19 von Jena übernahm. Nach einem halben Jahr wurde Sträßer erneut befördert und wurde Assistenz-Trainer von Christian Fröhlich beim FC Carl Zeiss Jena II.

## Persönliches
Sträßer ist neben seinem Trainerjob in Jena Vertreter bei der Allianz Versicherung mit Sitz in Nöbdenitz bei Altenburg, mit der er im Januar 2019 erstmals den 1. Allianz Carsten Sträßer Hallenpokal, in der Werner-Seelenbinder-Halle in Jena-Lobeda austrug. 
Seit dem  Frühjahr 2024 spielt seine Tochter Felicia Sträßer für die Frauenmannschaft des FC Carl Zeiss Jena.